# Andrzej Czaja
Andrzej Konrad Czaja (* 12. prosince 1963 Wysoka u Oleśna, Polsko) je polský římskokatolický církevní představitel a teolog, od roku 2009 biskup opolský.
Vystudoval Vyšší duchovní seminář v Nise (1982-88). Dne 11. května 1988 byl vysvěcen na kněze. V letech 1989-94 absolvoval doktorské studium na Katolické univerzitě v Lublinu a v letech 1996-98 studoval na Ekumenickém institutu Johanna Adama Möhlera v Paderbornu.
Od roku 1993 působí na Katolické univerzitě v Lublinu, nejprve jako asistent na katedře dogmatické teologie. Roku 2003 se stal docentem a roku 2005 profesorem. Od roku 2004 vede katedru pneumatologie a eklesiologie v rámci ústavu dogmatické teologie. Současně od vzniku Opolské univerzity roku 1994 působil na její teologické fakultě jako vedoucí katedry ekumenismu v rámci ústavu ekumenismu a integračních studií.

Hlavní předměty Czajovy teologické práce:
- Eklesiologie, zejména recepce koncilové eklesiologie, interpretace Církve jako společenství
- Pneumatologie, zejména patristická pneumatologie a pneumatologie ekumenických dialogů
- Německá teologie po Druhém vatikánském koncilu, zejména teologie J. Ratzingera/Benedikta XVI.

Hlavní díla:
- Jedna Osoba w wielu osobach. Pneumatologiczna eklezjologia Heriberta Mühlena (Jedna osoba ve více osobách. Pneumatická eklesiologie Heriberta Mühlena), Opole 1997
- Credo in Spiritum Vivificantem. Pneumatologiczna interpretacja Kościoła jako komunii w posoborowej teologii niemieckiej (Věřím v oživujícího ducha. Pneumatologická interpretace Církve jako společenství v německé pokoncilové teologii), Lublin 2003

Dne 14. srpna 2009 byl jmenován třetím sídelním biskupem opolské diecéze. Vysvěcen byl 29. srpna 2009 dosavadním ordinářem, arcibiskupem Alfonsem Nossolem, který odešel na odpočinek. Jako biskupské heslo si zvolil Astare coram Te et Tibi ministrare (Dlít u Tebe a Tobě sloužit).